# Gustav Adolf von Klöden

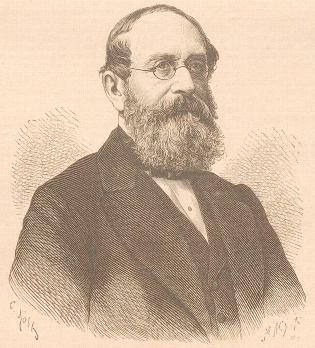
Gustav Adolf von Klöden
Beilage zum Darmstädter Tagblatt, Nr. 13/1888

Gustav Adolf von Klöden (* 24. Juni 1814 in Berlin; † 11. März 1885 ebenda) war ein deutscher Geograph.

## Herkunft
Seine Eltern waren der Pädagoge und Direktor der Gewerbeschule in Berlin Karl Friedrich von Klöden (* 21. Mai 1786; † 9. Januar 1856) und dessen Ehefrau Johanna Heyl (* 18. Dezember 1784; † 17. April 1857).

## Leben und Wirken
Klöden besuchte von 1825 bin 1830 die neu gegründete Gewerbeschule in Berlin, studierte dann 1832–36 an der dortigen Universität Mathematik und Naturwissenschaften, machte seit 1836 mit Heinrich Friedrich Link wiederholt Reisen nach Südfrankreich, Italien und Griechenland. 1837 promovierte er an der Universität Berlin und wurde 1840 als Lehrer der Geographie und des Deutschen an der Berliner Gewerbeschule angestellt:
1855 wurde er zum Professor und 1870 zum Mitglied der Ober-Militärexaminationskommission ernannt. Er starb am 11. März 1885 in Berlin und wurde auf dem Luisenstädtischen Friedhof beigesetzt, wo auch der Vater seine letzte Ruhestätte gefunden hatte.
Die 1868 von der Ersten Deutschen Nordpolar-Expedition entdeckte Insel Klödenøya, eine der Bastian-Inseln in der Hinlopenstraße (Spitzbergen), ist nach Gustav Adolf von Klöden benannt.

## Familie
Am 24. April 1840 heiratete er Caroline Friederike Wilhelmine Dorothea Krause (* 24. April 1821; † 14. Juli 1897), die Tochter des Kommerzienrates und Reeders Friedrich Wilhelm Krause (König von Swinemünde) aus Swinemünde und Jugendfreundin von Theodor Fontane. Klöden hatte mit seiner Frau folgende Kinder:
- Margarete Johanna Caroline (* 24. Januar 1841) ⚭ 1860 Otto Kühnemann
- Karl Wilhelm Hermann (* 9. April 1842; † 28. Februar 1915)
- Wilhelm Adolf Emanuel (* 16. August 1843; † 2. März 1878), Direktor der Darlehenskasse Danzig ⚭ 1868 Mathilde Mehlmann (* 23. Februar 1846)
- Lina Elisa Marie (* 11. Oktober 1845) ⚭ 1871 Hugo Kühnemann († 9. Juni 1892), Kaufmann
- Karl Gustav Adolf (* 20. Juli 1847), Kaiserlicher Wirklicher Geheimer Rat und Direktor der Reichsbank Halle ⚭ 1874 Antonie Elise Ackermann (* 27. April 1855)

## Schriften (Auswahl)
- Das Stromsystem des oberen Nil (Berlin 1857, mit 5 Karten);
- Lehrbuch der Geographie (Berlin 1867);
- Handbuch der Erdkunde (Berlin. 1857–62, 3 Bde.), eine Geographie in wissenschaftlichem Gewand und von außerordentlichem Reichtum des Inhalts;
- Das Areal der Hoch- und Tieflandschaften Europas (Berlin 1874);
- Leitfaden beim Unterricht in der Geographie (Berlin 1880);
- Kleine Schulgeographie (Berlin 1874) u. a.

Große Verbreitung fanden auch seine Repetitionskarten (Berlin 1867, 17 Blatt).